# Купер, Колин Кэмпбелл
Колин Кэмпбелл Купер (англ. Colin Campbell Cooper; 1856—1937) — американский художник-импрессионист и педагог. Автор природных и архитектурных пейзажей; путешественник, известный своими картинами европейских и азиатских памятников. Писал акварелью и маслом.

## Биография
Родился 8 марта 1856 года в Филадельфии, штат Пенсильвания, в богатой семье с англо-ирландскими корнями. Колин был средним из семи детей в семье. Отец — его тёзка Колин Кэмпбелл Купер, мать — была художником-любителем, работавшая с акварелью. Молодой Колин был вдохновлен искусством, когда посетил Всемирную выставку 1876 года в Филадельфии, а родители всячески поддерживали его желание стать художником.
В 1879 году Купер поступил в Пенсильванскую академию изящных искусств в Филадельфии, изучая искусство у художника-реалиста Томаса Икинса в течение трех лет. В 1886 году он предпринял своё первое заморское путешествие, посетив Нидерланды, Бельгию и Францию (Бретань). Здесь, в Европе, с 1886 по 1890 годы он обучался в парижской Академии Жулиана у Бугро, Вильям, Лефевр, Жюль Жозеф и Henri Lucien Doucet. Также некоторое время учился в Академии Делеклюза и Académie Vitti. Его работы этого периода представляли собой в основном пейзажи, написанные в манере Барбизонской школы.

Автопортрет

Вернувшись обратно в США, Купер преподавал в 1895—1898 годах в Филадельфии в акварельных классах и архитектурную визуализацию в Drexel Institute of Art (ныне Drexel University). Многие из его работ были уничтожены во время пожара в филадельфийской галерее Hazeltine Galleries в 1896 году. Работая в Drexel Institute, летом он выезжал за границу, находясь главным образом в голландской колонии художников Ларене (Северная Голландия) и в Дордрехте (Южная Голландия). В Дордрехте он познакомился с художницей Эммой Ламперт, на которой женился в Рочестере 9 июня 1897 года. В 1898 году Купер вновь приехал в Европу, где находился несколько лет, в течение которых писал архитектурные пейзажи и познакомился с импрессионизмом, стилем, который использовал до конца своей художественной карьеры.
Он иногда выставлялся вместе с женой, в частности в мае 1902 года в филадельфийском клубе Art Club of Philadelphia и в 1915 году в рочестерской галерее Memorial Art Gallery. В 1904 году они переехали в Нью-Йорк, где жили до 1921 года, совершая отсюда свои многочисленные путешествия. В 1912 году Купер был избран членом Национальной академии дизайна. В 1915 году выставлялся в Сан-Франциско на Панамо-Тихоокеанской международной выставке, где завоевав золотую медаль работу маслом и серебряную медаль за работу акварелью. Также принимал участие в экспозиции Панамо-Калифорнийской выставки в Сан-Диего в 1916 году. Зиму 1915/1916 годов супруги провели в Лос-Анджелесе, после чего Колин Купер решил переехать туда навсегда. После смерти Эммы в январе 1921 года, художник переехал в Санта-Барбару, Калифорния, которая стала его последним домом, откуда он сделал несколько поездок в Тунис и Северную Европу. Здесь он стал деканом живописи в школе Santa Barbara Community School of Arts. Помимо занятий живописью Купер в 1920-х годах писал пьесы, которые ставились в театре, а также романы и автобиографию, названную In These Old Days.

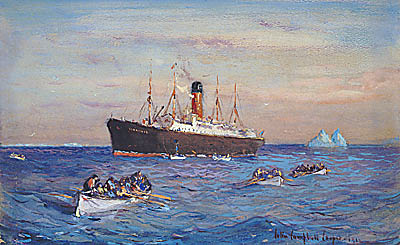
Rescue of the Survivors of the Titanic by the Carpathia, 1912

После повторной женитьбы в 1927 году, по прежнему продолжал путешествовать и писать, пока не стали болеть глаза.
Умер 6 ноября 1937 года в Санта-Барбаре, штат Калифорния.
Первая жена Колина Купера — Эмма, тоже была признанной художницей, умерла от туберкулёза в 1920 году. В апреле 1927 года он женился во второй раз на Marie Henriette Frehseeа родом из Аризоны. Интересно, что Колин и Эмма Купер находились на борту пассажирского парохода «Карпатия» во время его участия в спасении выживших пассажиров с затонувшего «Титаника» 15 апреля 1912 года. Они помогали команде судна в ходе спасательной операции, и Купер создал несколько картин на эту тему.

## Труды
За свою жизнь Колин Купер создал много произведений, его работы находятся во многих известных коллекциях, в том числе в Бруклинском музее, Метрополитен-музее, Монтклэрском художественном музее, Оклендском музее Калифорнии, Художественном музее Филадельфии, Пенсильванской академии изящных искусств.

Некоторые работы
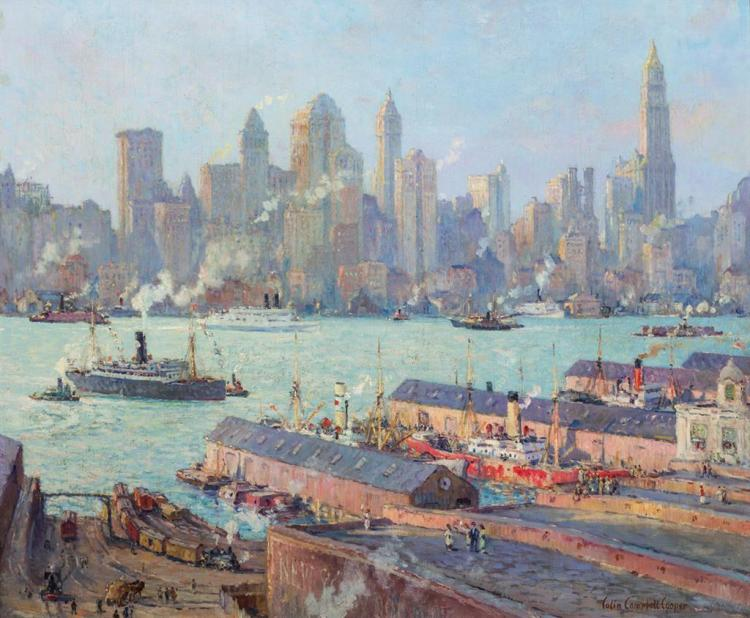
New York from Brooklyn
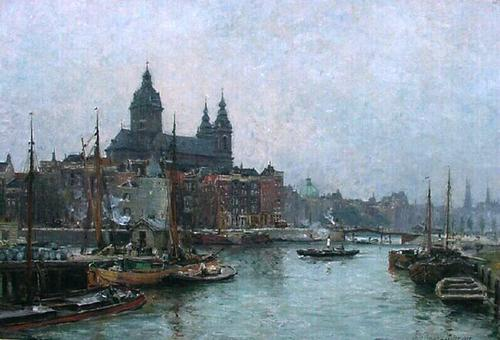
Amsterdam, 1892
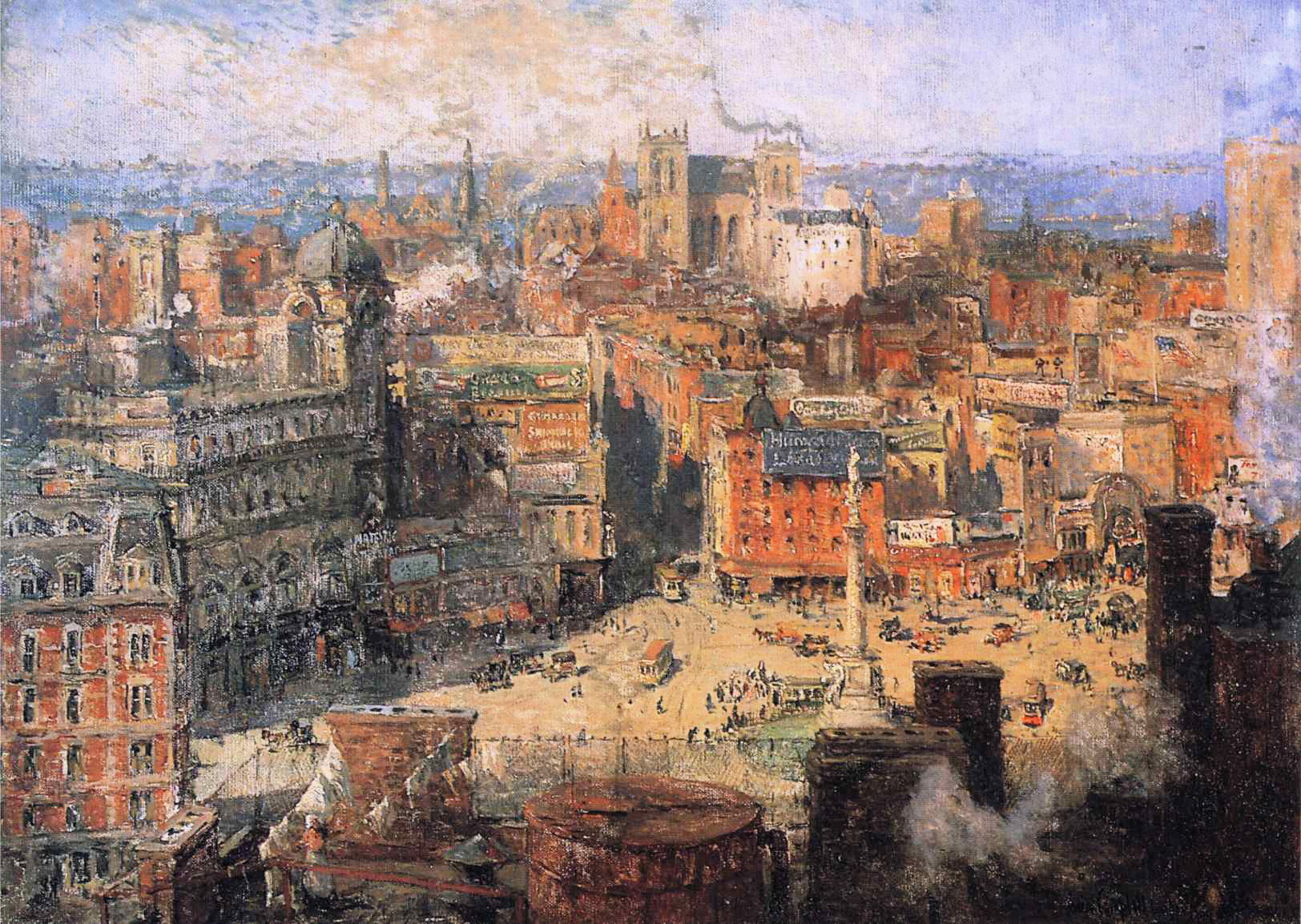
Columbus Circle, 1909
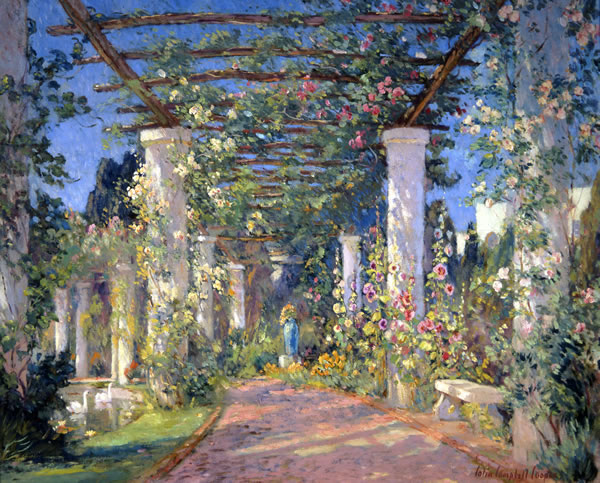
Pergola at Samarkand, 1921